# Édouard Persin
Édouard Persin (29 de março de 1902 — data de morte desconhecido) foi um ciclista francês. Ele terminou em último lugar no Tour de France 1928.